# Vuile bom
Een vuile bom (Engels: dirty bomb) of meer in het algemeen radiologisch wapen is een wapen dat zijn vermogen om te doden en te verwonden ontleent aan ioniserende straling maar zonder gebruik te maken van explosieve kernreacties, zoals in een "echt" kernwapen.
Een vuile bom kan bestaan uit een conventioneel (dat wil zeggen niet-nucleair) explosief, met een omhulling van radionucliden. De constructie kan veel eenvoudiger zijn dan bij een kernwapen, en de benodigde materialen zijn eenvoudiger te verkrijgen. Een dergelijk wapen wordt dan ook wel gezien als mogelijk wapen voor terroristische groeperingen.
De reikwijdte van een dergelijke bom is beperkt, en ook hoeven de aantallen slachtoffers, de ernst van de verwondingen en de langtermijneffecten op de gezondheid niet groter te zijn dan met eenvoudigere middelen kan worden bereikt. Niettemin kan het gebruik van een dergelijk wapen tot aanzienlijke paniek leiden, en kan de radioactieve besmetting van zelfs een relatief klein gebied tot kostbare schoonmaakoperaties noodzaken, en leiden tot een aanzienlijke en kostbare verstoring van diensten die van dat gebied gebruikmaken.
Historisch is de term dirty bomb ook gebruikt voor daadwerkelijke kernwapens die naast de kernexplosie relatief veel radioactieve fall-out veroorzaakten, vooral als onbedoeld neveneffect dat men trachtte te minimaliseren. Daarnaast speculeerden theoritici ook wel over manieren om een kernwapen opzettelijk zo "vuil" mogelijk te maken.
Voorbeelden zijn de fictieve doomsday bomb en de wel gebouwde en zeer sterk verontreinigende kobaltbom. De grootste ooit geteste waterstofbom, de "Tsar Bomba", was daarentegen bijzonder ‘schoon’.